# Willard Scott
Willard Herman Scott, Jr., född 7 mars 1934 i Alexandria, Virginia, död 4 september 2021 i Delaplane i Fauquier County, Virginia, var en amerikansk väderpresentatör, radio- och TV-personlighet och skådespelare. Han skapade också figuren Ronald McDonald.